# Episodi di Neon Rider (quarta stagione)
La quarta stagione della serie televisiva Neon Rider è stata trasmessa in anteprima in Canada dalla YTV nel corso del 1993.
| nº | Titolo originale  | Titolo italiano | Prima TV Canada | Prima TV Italia |
| -- | ----------------- | --------------- | --------------- | --------------- |
| 1  | Extreme Prejudice |                 | 1993            |                 |
| 2  | Live and Let Go   |                 | 1993            |                 |
| 3  | Safe at Home      |                 | 1993            |                 |
| 4  | Walking Tall      |                 | 1993            |                 |
| 5  | The Best Man      |                 | 1993            |                 |